# アンゴラにおけるコーヒー生産
アンゴラにおけるコーヒー生産は、アンゴラ最大の農業品目である。 
ポルトガル植民下の1973年までアンゴラは世界第3位のコーヒー生産国であった。エウリコ・デ・アゼベド・ノローニャ総督の時代には1973年に死去するまで総督によってコーヒーが精選されていた。ロンドン市場におけるアラゴン産のコーヒーは、常に輸出にとって良い条件のレートと量で交渉することができた。

## 歴史
コーヒーのプランテーションと生産は、主にウイジェ州などのアンゴラ北西地域の経済に貢献してきた。コーヒー生産は1830年代にポルトガルによって開始され、すぐに換金作物となった。作物として人気があるロブスタ種は約2000のアラゴンのプランテーションで栽培され、大部分はポルトガル人によって所有された。1970年代には、アンゴラはアフリカにおいて有数のコーヒー生産国となった。しかし、ポルトガルからの独立戦争によって、コーヒーのプランテーションは破壊され、栽培されていたコーヒーノキの灌木は野生化、多くのコーヒー農学者がブラジルに移住した。プランテーションの再建は2000年から進行中であるが、そのための投資には40年もかかり、費用は2億3000万米ドルにも及ぶ。新たな道路の開削を伴う州の産業活動計画は具体化してきている。

## 脚註
1. ↑  “Coffee Production In Angola Rises To 5000 Tons”.  Angola News Press (2007年1月16日). 2012年5月4日閲覧。
2. ↑  ebizguides (January 2008). Angola: All You Need to Know to Do Business and Have Fun. MTH Multimedia S.L.. pp. 331–. ISBN 9788493397883 2012年5月4日閲覧。
3. ↑  Benarde, Melvin A. (2006). Our precarious habitat?: the sky is not falling. Wiley-Interscience. pp. 104–. ISBN 9780471740650 2012年5月4日閲覧。